# 小行星4829
小行星4829（英語：4829 Sergestus）是一颗围绕太阳公转的小行星。1988年9月10日，卡罗琳·舒梅克在帕洛马山发现了此天体。
这颗小行星的绝对星等为122.44263等。小行星4829以希臘神話的人物塞爾蓋斯圖斯命名。